# Sessoblaste
Les bryozoaires d'eau douce produisent des propagules très résistantes dits statoblastes. 
Parmi ces « statoblastes », on appelle sessoblastes  ceux qui sont plus denses que l'eau et qui coulent ou se laissent emporter par le courant à proximité. Ce sont ces propagules qui vont contribuer à régénérer une colonie au printemps suivant (ou dès que les conditions seront propices à leur développement). 
Une autre sorte de statoblaste, pouvant être produit par la même colonie au sein d'une même espèce, flotte (car entouré d'une sorte de ceinture (ou anneau) moins dense que l'eau). Ces propagules sont dits flottoblastes (Floating statoblasts ou floatoblasts pour les anglophones).